# Уфимцев, Сергей Анатольевич
Сергей Анатольевич Уфимцев (род. 11 сентября 1961, Ангарск, Иркутская область, РСФСР, СССР) — казахстанский актер театра и кино. Заслуженный деятель Казахстана (2016). Лауреат Государственный премии Республики Казахстана.

## Биография
- Родился 11 сентября 1961 года Ангарск, Иркутская область, РСФСР, СССР
- Окончил Иркутский речной техникум, специальность — помощник капитана речного флота
- Окончил Иркутское театральное училище им. К. А. Тимирязева специальность — актер театра
- Окончил Казахская национальная академия искусств имени Т. К. Жургенова специальность — актер театра и кино
- С 1990 года актёр Русский театр драмы имени М. Ю. Лермонтова
- Женат четвертый раз. Жена — Софья Гордеева-Уфимцева.

## Театральные работы
- Роли Русский театр драмы имени М. Ю. Лермонтова: «Великодушный рогоносец» Ф. Кроммелинка (Бруно), «Гамлет» У. Шекспира (Лаэрт), «До третьих петухов» В. Шукшина (Иван), «Дядя Ваня» А. Чехова (Войницкий), «Королевские игры» Г. Горина (Генрих VIII), «На дне» М. Горького (Васька Пепел), «Пигмалион» Б. Шоу (Генри Хиггинс), «Сети дьявола» Д. Исабекова (Булгаков), «Ищу партнера для нечастых встреч» Р. Ибрагимбекова (Воображаемый любовник),  "Семейный портрет с посторонним" С. Лобозерова (Виктор) и в других.

## Фильмография
- 1996 — телесериал «Перекрёсток» — грабитель, позже чёрный маклер
- 2001—2003 — телесериал «Саранча» — адвокат Ким Русланович Мамаев

Также снялся в фильмах «Борщ из французских лягушек», «Бунт палачей», «Путешествие», «Мустафа-Восток», «Меч Махамбета» и других.

## Награды и звания
- 2006 — Лауреат Государственной премии Республики Казахстана
- 2009 — Орден Достык 2 степени РК[1]
- 2016 — присвоено почетное звание Заслуженный деятель Казахстана
- 2017 — золотым лауреатом «Евразийской премии» в номинации Актерское мастерство.[2]
- Обладатель нагрудный знак «Деятель культуры Казахстана» МКРК.